# 塞德里克·塞甘
塞德里克·塞甘（法語：Cédric Séguin，1973年4月3日—），法国前男子击剑运动员。他曾代表法国参加2000年夏季奥林匹克运动会击剑比赛，获得男子团体佩剑银牌。